# Gabon aux Jeux olympiques
Le Gabon participe aux Jeux olympiques depuis 1972 et a envoyé des athlètes à chaque jeux depuis cette date sauf en 1976 et en 1980. Le pays n'a jamais participé aux Jeux d'hiver. 
Le Comité national olympique du Gabon a été créé en 1965 et a été reconnu par le Comité international olympique (CIO) en 1968.
Anthony Obame, vice-champion olympique de taekwondo en 2012, est le premier et unique médaillé olympique gabonais.